# Eurysternus cavatus
Eurysternus cavatus là một loài bọ cánh cứng trong họ Bọ hung (Scarabaeidae).